# Loretta Müller (Politikerin)
Loretta Müller (* 21. Juni 1982 in Basel) ist eine Schweizer Politikerin der BastA!.
Müller ist seit 2007 Mitglied des Grossen Rates des Kantons Basel-Stadt, wo sie in der Petitionskommission sitzt. Im selben Jahr kandidierte sie auch für den Nationalrat auf der Liste des Jungen Grünen Bündnisses und erreichte dort den ersten Platz. Diese Jungpartei trat in einer Unterlistenverbindung der Grünen Partei zur Wahl an. Mit 2 % erreichte diese Unterliste aus dem Stand einen überraschenden Erfolg, welcher dazu führte, dass die Grünen erstmals eines der fünf Basler Nationalratsmandate erlangten.

## Leben
Müller machte 2001 ihre Matur am Gymnasium Bäumlihof und studierte Umweltnaturwissenschaften an der ETH Zürich. Heute schreibt sie an ihrer Doktorarbeit an der Uni Bern. Müller ist überdies eine talentierte Fussballerin und spielt mit dem FC Concordia Basel in der Nationalliga A.
Loretta Müller ist die Tochter des Basler Politikers Urs Müller-Walz, mit dem sie gemeinsam im Parlament ist.